# Dulum
Dulum war eine bulgarische Flächeneinheit. Verschiedentlich wird es als osmanisches Maß eingestuft. Das Maß war dem Dunam in Palästina gleich. Später wurde es auf 1000 Quadratmeter oder 10 Ar aufgewertet. Vierzig türkische Ellen (Arschin) im Quadrat bildeten das Maß.
- 1 Dulum = 919 Quadratmeter (auch 919,3 Quadratmeter)